# Léon Krier
Léon Krier (Ciudad de Luxemburgo, 7 de abril de 1946 - Palma de Mallorca, 17 de junio de 2025) fue un arquitecto, teórico de la arquitectura y urbanista luxemburgués, destacado crítico de la arquitectura moderna y defensor de la nueva arquitectura clásica y del nuevo urbanismo. Krier combinó una práctica internacional de arquitectura y planificación, con la escritura de libros y la enseñanza. Es reconocido por su proyecto para Poundbury, en Dorset, Inglaterra. Es el hermano menor del arquitecto Rob Krier.

## Biografía

El 27 de octubre de 2017 en la plaza principal de Poundbury, diseñada por Léon Krier, el entonces Príncipe Carlos inauguró una estatua en homenaje a la difunta Reina Madre, cuyo pedestal también es un diseño de Léon Krier

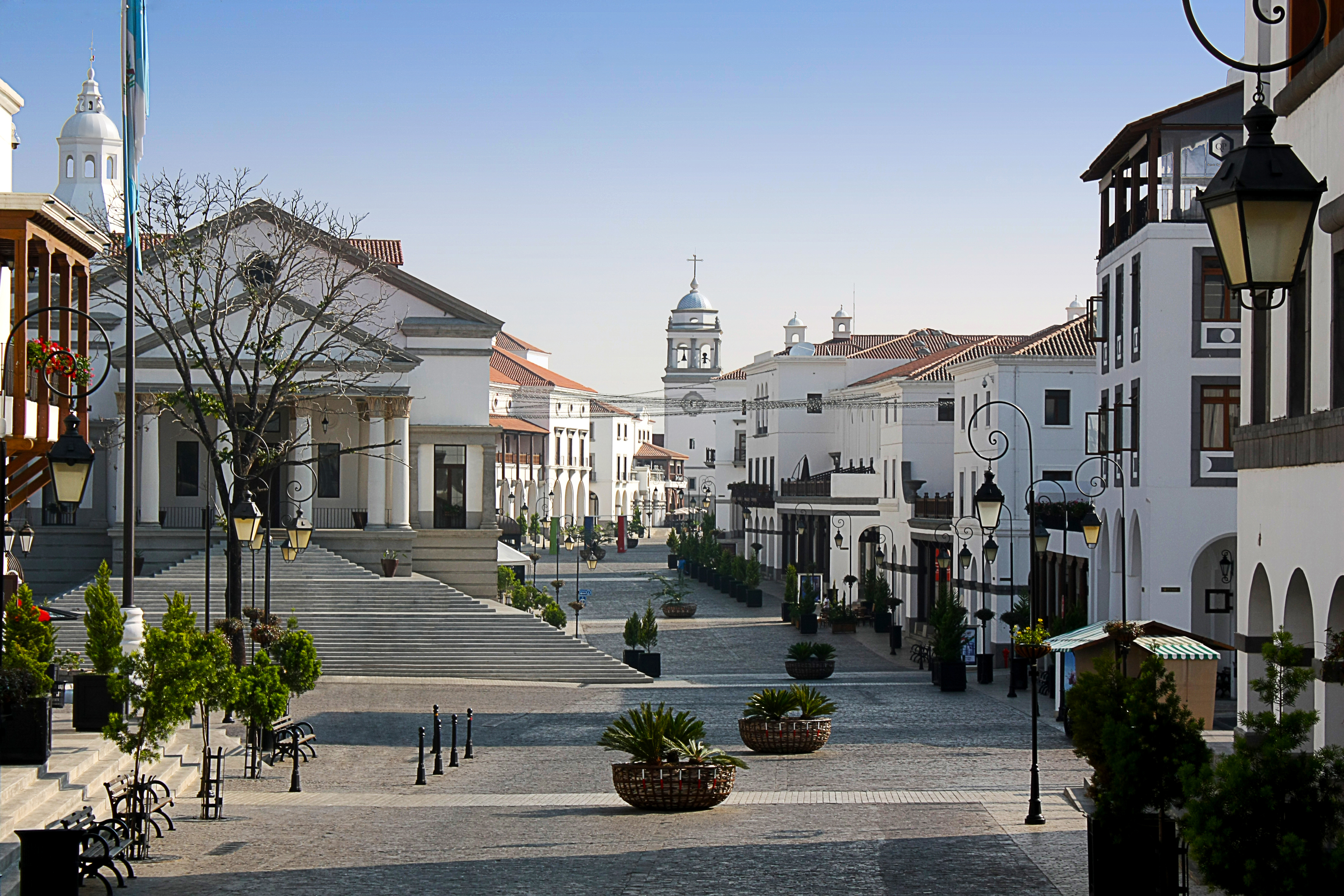
Vista de la Ciudad Cayalá, ciudad planificada de Guatemala

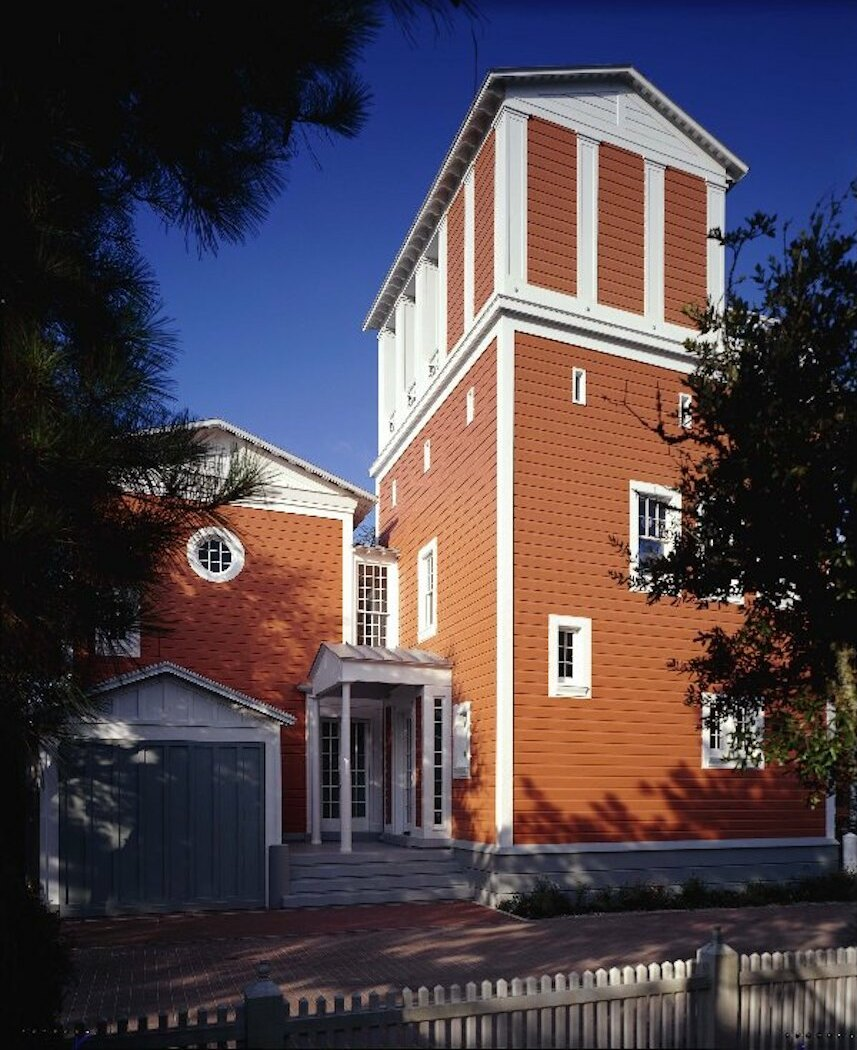
The Krier House en Seaside, Florida, diseñada a finales de los años 80

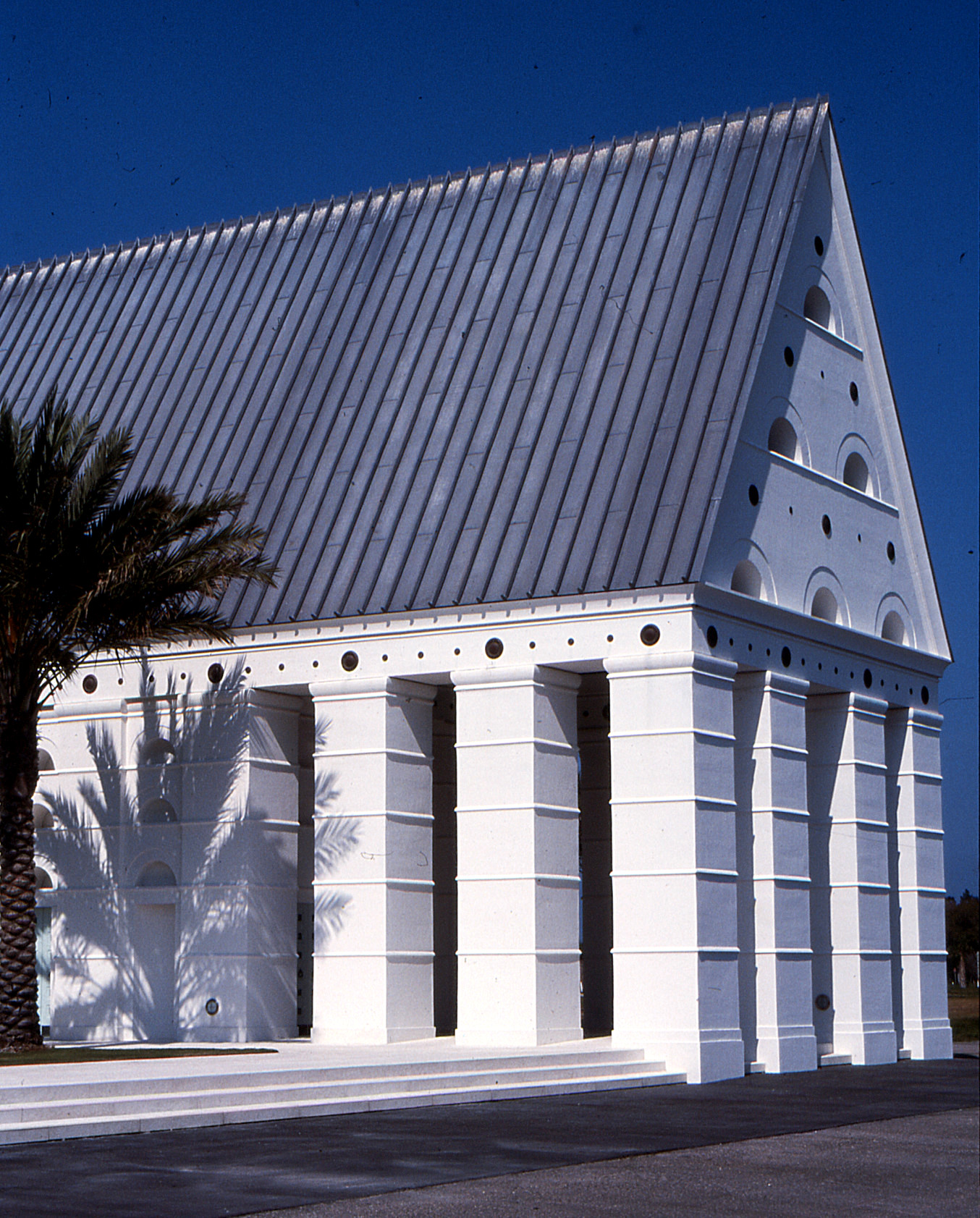
Village Hall en Windsor, Florida del 1997

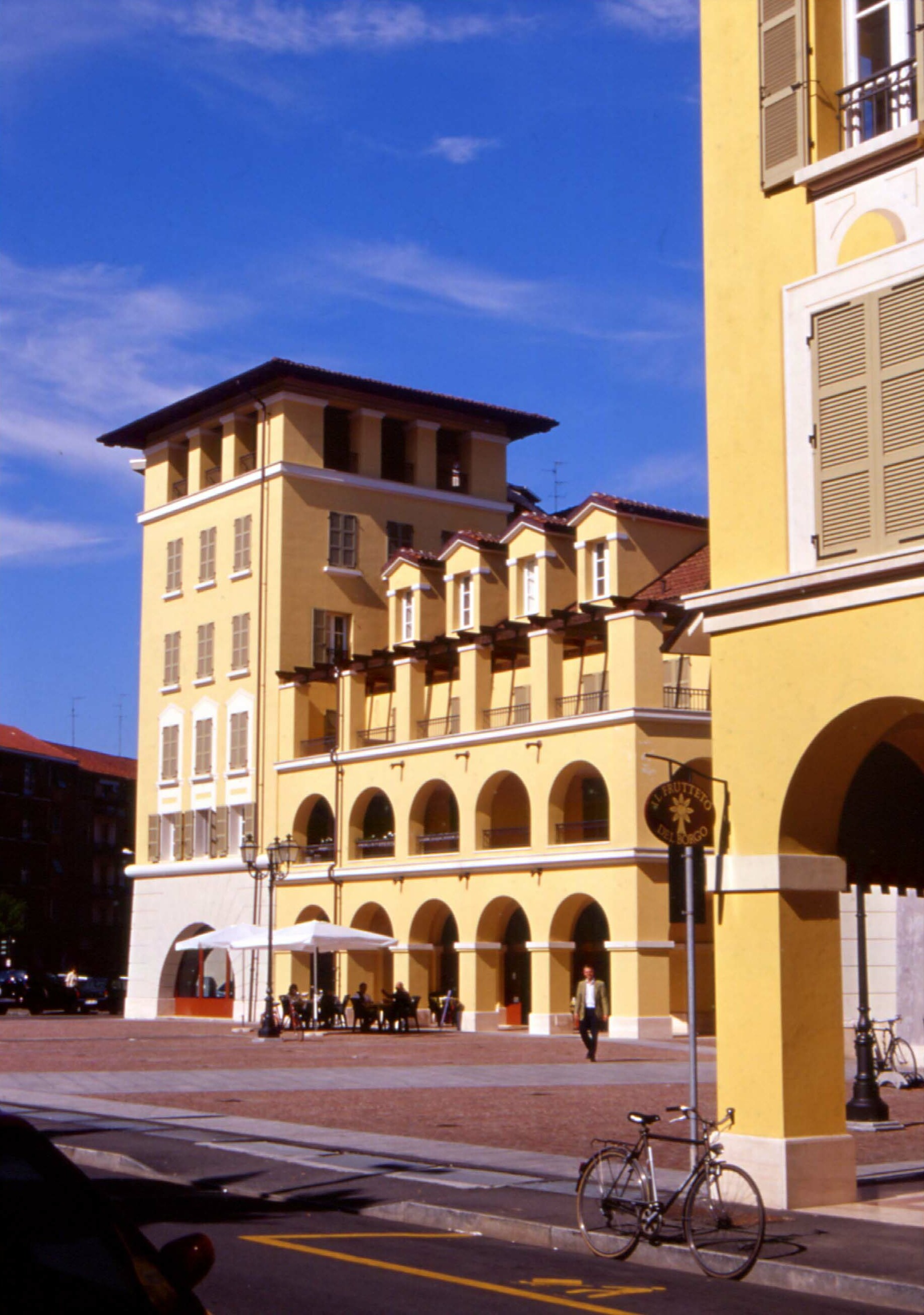
Città Nuova en Alessandria, Italia

Krier abandonó sus estudios de arquitectura en la Universidad de Stuttgart, Alemania, en 1968, después de sólo un año, para trabajar en el estudio del arquitecto James Stirling en Londres, Reino Unido. Después de cuatro años de trabajo para Stirling, interrumpidos por una asociación de dos años con Josef Paul Kleihues en Berlín, Krier pasó 20 años en el Reino Unido, practicando y enseñando en la Architectural Association y el Royal College of Art. En este período, la afirmación de Krier “Soy arquitecto porque no construyo”, se convirtió en una expresión famosa de su actitud antimoderna intransigente. Desde finales de la década de 1970 ha sido uno de los arquitectos y planificadores tradicionales contemporáneos más influyentes. Es uno de los primeros y más destacados críticos de la modernidad  arquitectónica, principalmente de la zonificación funcional y el consiguiente suburbanismo, haciendo campaña por el renacimiento del modelo tradicional de ciudad que crece y se desarrolla, basada en el modelo de ciudad policéntrica.
Sus ideas tuvieron una gran influencia en el movimiento del Nuevo Urbanismo, tanto en Estados Unidos como en Europa. La recopilación más completa de ellos está publicada en su libro La arquitectura de comunidad.

## Poundbury y Ciudad Cayalá
Léon Krier es muy conocido por su plan maestro y su continua supervisión del desarrollo de Poundbury, una extensión urbana de Dorchester, Reino Unido, para el Ducado de Cornualles y Carlos III, así como por su plan maestro para el Paseo Cayalá, una extensión de cuatro nuevos barrios urbanos para la Ciudad de Guatemala. De 1976 a 2016 Krier fue profesor invitado en las Universidades de Princeton, Yale, Virginia, Cornell y Notre Dame. De 1987 a 1990 Krier fue el primer director del "Skidmore, Owings & Merrill Architectural Institute" , SOMAI, de Chicago. Desde 1990 Krier ha sido diseñador industrial para Valli e Valli - Assa Abloy, y Giorgetti, una empresa italiana de muebles. En 2003, Krier se convirtió en el ganador inaugural del Premio Driehaus de Arquitectura.
Krier actúa como asesor arquitectónico en sus proyectos de planificación urbana, pero sólo diseña edificios de su elección personal. Entre sus realizaciones más conocidas se encuentran la fachada temporal de la Bienal de Venecia de 1980, la Krier House en la localidad turística de Seaside, Florida, Estados Unidos, donde también asesoró sobre el plan maestro de la localidad, el Museo Arqueológico de São Miguel de Odrinhas, Portugal, el Windsor Village Hall en Florida, el Centro de Arquitectura Jorge M. Pérez, la Escuela de Arquitectura de la Universidad de Miami en Miami, Florida, y el nuevo Centro Vecinal Città Nuova en Alessandria, Italia.

## Enfoque arquitectónico
Aunque Krier es bien conocido por su defensa de la arquitectura clásica y la reconstrucción de los modelos tradicionales de “ciudad europea”, un examen minucioso de su trabajo muestra, de hecho, un cambio sustancial desde un enfoque racionalista moderno temprano como su proyecto para la Universidad de Bielefeld de 1968, a un enfoque más vernáculo y clásico, tanto formal como tecnológicamente.  El proyecto que marcó un importante punto de inflexión en su actitud de campaña hacia la reconstrucción de la ciudad europea tradicional fue su plan, no ejecutado, para la "reconstrucción" de su ciudad natal de Luxemburgo de 1978, en respuesta a la renovación urbana moderna de esta ciudad. Más tarde planificó magistralmente la nueva Cité Judiciaire de Luxemburgo, que iba a ser diseñada arquitectónicamente por su hermano Rob Krier, trabajo que adelantó entre 1990 y 2008.

## La reconstrucción de las ciudades
En 1990, de los nueve expertos invitados, fue el único que apoyó la iniciativa ciudadana de Dresde para reconstruir la histórica Dresden Frauenkirche y el área Historische Neumarkt y, en 2007 apoyó el Foro Altstadt de Frankfurt,también una iniciativa ciudadana que surgió para la reconstrucción del histórico "Hühnermarkt", todo ello en contra de una fuerte oposición de políticos alemanes y arquitectos, que no acompañaban a los ciudadanos de esa ciudad de Frankfurt.

## Planes maestros
Krier ha aplicado sus teorías en planos detallados a gran escala para numerosas ciudades del mundo occidental. Estos incluyen los planes no realizados para Kingston upon Hull (1977), Roma (1977), Luxemburgo (1978) que fue su plan maestro más completo centrado en la mitigación de la expansión urbana y la reparación del centro de la ciudad, Berlín Occidental (1977-1983), Bremen (1978–1980), Estocolmo (1981), Poing Nord, Múnich (1983), un plan maestro que se terminó en el año 2000 para Washington D. C. (1984) encargado por el Museo de Arte Moderno de Nueva York, Atlantis, un barrio neoclásico destinado a intelectuales y artistas en Tenerife (1987), Area Fiat, Novoli (Florencia), Italia (1993), Corbeanca, Rumania (2007), y High Malton Masterplan para Fitzwilliam Estate, Yorkshire, Inglaterra (2014).
Krier ha diseñado planes encargados por las administraciones públicas, incluida la reurbanización de Tor Bella Monaca, un suburbio degradado de Roma (2010), y un plan de política de reurbanización a largo plazo para el área municipal de Cattolica, Rimini, Italia (2017), pudo aplicar principios similares para construir desarrollos como Knokke, Heulebrug, Bélgica (1998), completado sin su dirección; y su plan maestro para el área de crecimiento de Newquay (2002-2006), Cornwall, Reino Unido, continuó tras su renuncia, a cargo de la firma Adam Associates.
En septiembre de 2022, Krier estaba diseñando planes para Poundbury, Dorset, Reino Unido (1988-presente), para Ciudad Cayalá, Ciudad de Guatemala (2003-presente); El Socorro y Nogales, dos nuevos barrios urbanos para la Ciudad de Guatemala (2018-presente), y la reurbanización de la cerrada central eléctrica de Fawley Waterside, Southampton, Reino Unido (2017-presente), que obtuvo el permiso de planificación general en julio de 2020, cuya construcción comenzó en 2022 y se espera que las primeras viviendas estén disponibles en 2024, así como el plan maestro para una nueva ciudad, Herencia de Allende, cerca de San Miguel de Allende, México (2018-presente).

## El tamaño de las ciudades
Krier estuvo de acuerdo con el punto de vista del fallecido Heinrich Tessenow, en el sentido de que existe una estrecha relación entre la riqueza económica y cultural de una ciudad, por un lado, y la limitación de su población, por el otro. Pero no se trata de una mera hipótesis, sostiene, sino de un hecho histórico. Las medidas y la organización geométrica de una ciudad y de sus barrios no son el resultado de una mera casualidad o accidente o simplemente de una necesidad económica, sino que representan un orden civilizador que no es sólo estético y técnico, sino también legislativo y ético.
Krier afirma que “todo París es una ciudad preindustrial que todavía funciona, porque es muy adaptable, algo que las creaciones del siglo XX nunca serán. Una ciudad como Milton Keynes no puede sobrevivir a una crisis económica, ni a ningún otro tipo de crisis, porque está planificada como un proyecto social y económico determinado matemáticamente. Si ese modelo colapsa, la ciudad colapsará con él”. Así, Krier argumenta no sólo contra la ciudad modernista contemporánea sosteniendo de hecho que lugares como Los Ángeles no son ciudades, sino también contra la tendencia al gigantismo en el crecimiento urbano, evidente en la escala explosiva de las redes y edificios urbanos en las ciudades europeas a lo largo del siglo XIX, como resultado de la concentración del poder económico, político y cultural. En respuesta a esto, Krier propone la reconstrucción de la ciudad europea, basada en modelos de asentamiento policéntricos que no están dictados por la escala de las máquinas, sino por la escala humana tanto horizontal como verticalmente, de barrios autosuficientes de uso mixto que no excedan las 33 hectáreas u 81,5 acres, barrios que se pueden cruzar en 10 minutos a pie, de alturas de edificios de 3 a 5 pisos o 100 escalones, los cuales permiten subirlos cómodamente a pie, y que están limitados no por meras fronteras administrativas, sino por bulevares vehiculares, vías y parques transitables a pie, ya sea por senderos peatonales o en bicicleta. Las ciudades, entonces, crecerán mediante la multiplicación de barrios urbanos independientes, no mediante sobreextensiones horizontales o verticales, de los núcleos urbanos ya establecidos.

## El desarrollo de las ciudades
Krier reúne sus críticas y señala conceptos en forma de series de dibujos y diagramas didácticos comentados, a menudo escritos de su propia puño y letra, recopilados finalmente en su libro Drawings for Architecture, como el concepto de lo urbano en su diagrama de 1983 de una ciudad verdaderamente urbana: RES PUBLICA + RES PRIVATA. Allí concibe el tejido urbano básico, formado por edificios y usos privados, como objeto de diseño local popular, y los edificios públicos e institucionales excepcionales, como objetos de arquitectura clásica y ubicados en sitios privilegiados, en plazas y en el foco de la vista de todos.

## Arquitectura y ciudad
El principio detrás de los escritos de Krier ha sido explicar los fundamentos racionales de la arquitectura y la ciudad, afirmando que “En el lenguaje de los símbolos no puede haber malentendidos”. Es decir, para Krier los edificios tienen un orden y un tipo racional: una casa, un palacio, un templo, un campanario, una iglesia, pero también un techo, una columna, una ventana, etc., lo que él denomina “objetos nombrables”. A medida que los proyectos crecen, continúa argumentando, los edificios no deberían crecer, sino dividirse, así por ejemplo, en su proyecto no realizado para una escuela en Saint-Quentin-en-Yvelines (1978), Francia, la escuela se convirtió en una “ciudad en miniatura”.
Krier propone programas funcionales muy variados dentro de cada bloque y parcela. Para él, el diseño del edificio siempre debe estar justificado tipológica o tectónicamente, y la variedad de tipos y volúmenes del edificio debe reflejar esta variedad funcional de una manera evidente y natural. En resumen, se debe evitar toda uniformidad o variedad gratuita, diseñando lotes de edificios vecinos con variedad dimensional, funcional y, por lo tanto, formal, de manera tal que generen redes de espacios públicos compuestos por calles públicas, plazas, avenidas, bulevares, parques. Para Krier es fundamental componer a la vez la armonía entre las manzanas urbanas y los inseparables espacios públicos que se generan entre ellas.
En la búsqueda de dicha arquitectura tipológica, la obra de Krier ha sido denominada “una arquitectura sin estilo”. Sin embargo, también se ha señalado que el aspecto de su arquitectura se parece mucho a la arquitectura romana, que luego coloca en todos sus proyectos, ya sea en el centro de Londres, Estocolmo, Tenerife o Florida.Ha defendido el trabajo del arquitecto Albert Speer, distinguiéndolo del régimen para el que trabajó.

## Manifiestos de Krier
Krier ha publicado textos de manifiestos sobre temas específicos, muchos de los cuales se encuentran disponibles en línea:
- La idea de la reconstrucción.
- Crítica de la zonificación
- Pueblo y campo
- Crítica de la ciudad megaestructural
- Crítica de la industrialización
- Componentes urbanos
- La ciudad dentro de la ciudad – Los barrios
- El tamaño de una ciudad
- Crítica de los modernismos
- Composición orgánica versus mecánica
- Nombres y apodos
- Construcción y arquitectura
- La reconstrucción de la ciudad europea
- ¿Qué es un barrio urbano? Forma y legislación

## Publicaciones selectas
- James Stirling: buildings & projects 1950-1974, Stuttgart, Gerd Hatje, 1975
- Rational Architecture Rationelle, Bruxelles, AAM Editions, 1978.
- Léon Krier. Houses, Palaces, Cities. Edited by Demetri Porphyrios, Architectural Design, 54 7/8, 1984.
- Léon Krier Drawings 1967-1980, Bruxelles, AAM Editions, 1981.
- Albert Speer, Architecture 1932-1942, Bruxelles, AAM Editions, 1985. New York, Monacelli Press, 2013.
- Léon Krier: Architecture & Urban Design 1967-1992, London, Academy Editions, 1992.
- Architecture: Choice or Fate, London, Andreas Papadakis Publishers, 1998.
- Get Your House Right, Architectural Elements to Use & Avoid, New York,     Sterling Publishing, 2007
- The Architectural Tuning of Settlements, London, The Prince's Foundation, 2008
- Drawing for Architecture, Cambridge (Massachusetts), MIT Press, 2009.
- The Architecture of Community, Washington DC, Island Press, 2009.
- Léon Krier: selected publications available online Leon Krier -- Selected Publications.